# Vladimir Golschmann
Vladimir Golschmann, né le 16 décembre 1893 à Paris 13e et décédé le 1er mars 1972 à New York, est un chef d'orchestre français, d'origine russe et naturalisé américain en 1947. 

## Biographie
Il a fait ses études à la Schola Cantorum. En 1919, il fonde les "Concerts Golschmann"  qui aborde les œuvres contemporaines. Il est notamment connu pour avoir défendu les œuvres du Groupe des six, Arthur Honegger, Louis Durey, Francis Poulenc, Georges Auric et Germaine Tailleferre. Diaghilev lui confie en 1920 la reprise du Sacre du Printemps (créé en 1913). Golschmann dirige les Ballets suédois (1923). En 1924, il joue aux États-Unis à la tête de la Philharmonie de New-York. De 1928 à 1930, il dirige l'Orchestre national royal d'Écosse. Après le décès de son père Léon Golschmann en 1926, il s'installe aux États-Unis. De 1931 à 1958, il dirige le Saint Louis Symphony Orchestra. De 1964 à 1969, il dirige l'Orchestre symphonique de Denver. Avec Glenn Gould et le Columbia Symphony Orchestra, il a enregistré les concertos pour piano et orchestre no 1 à 5 de J.S. Bach (violon solo : Charles Libove), pour Columbia (Masterworks MS 7294).

## Créations
Vladimir Golschmann a créé ou repris:
- Le Sacre du printemps d'Igor Stravinsky (1920, reprise, depuis la création en 1913)
- le Bœuf sur le toit, ballet de Darius Milhaud, le 21 février 1920 à la Comédie des Champs-Élysées ;
- la Pastorale d'été d'Arthur Honegger le 17 février 1921 à la salle Gaveau ;
- La Belle Excentrique, suite de danses d'Erik Satie le 14 juin 1921 au Théâtre du Colisée ;
- les tréteaux de Maître Pierre de Manuel de Falla le 25 juin 1923 dans le palais de la princesse de Polignac à Paris ;
- la Création du monde, ballet de Darius Milhaud, le 25 octobre 1923 au Théâtre des Champs-Élysées ;
- Angélique, farce de Jacques Ibert le 28 janvier 1928 au théâtre Femina ;
- le Divertissement, de Jacques Ibert en 1930 ;
- le Concerto pour violon de Robert Schumann le 23 décembre 1937 avec l'Orchestre symphonique de Saint Louis et Yehudi Menuhin [3];
- la Sultane de Darius Milhaud en 1941 ;
- le Concerto pour violon d'Erich Wolfgang Korngold le 15 février 1947 avec l'Orchestre symphonique de Saint Louis et Jascha Heifetz ;
- la Symphonie no 7 d'Alexandre Tansman en 1947 ;
- le Concerto pour marimba, vibraphone et orchestre de Darius Milhaud avec le Saint Louis Symphony Orchestra en 1949 ;
- la Symphonie no 2 de Pierre Hasquenoph en 1965.